# Gyenge Árpád
Gyenge Árpád (Asszonyvására, Románia, 1925. december 13. – Budapest, 1979. július 1.) Jászai Mari-díjas magyar színművész.

## Életpályája
Nagyváradon járt iskolába, majd vidéki színházakban játszott. 1945-től Magyarországon kezdett szerepelni Pécsett, később Sopronban és Debrecenben. 1949–50-ben az Állami Bányász Színházhoz került, majd haláláig a Madách Színház tagja volt. A Színház- és Filmművészeti Főiskolát 1954-től távoktatás keretében végezte el. Elsősorban kisemmizett, elesett karaktereket játszott. Első filmszerepe az 1954-ben készült Liliomfi című filmben, a vendéglős volt. Nevéhez olyan tévéfilmek és sorozatok fűződnek, mint a Le a cipővel, az Egy óra múlva itt vagyok, vagy pedig Teknőc Ernő hangjaként a Kérem a következőt! című rajzfilmsorozatban.

## Színpadi szerepei
- Steinbeck: Egerek és emberek... Candy
- Molière: Scapin furfangjai... Géronte
- Gogol: Holt lelkek... Mizsujev
- Marcel Achard: A bolond lány... írnok
- Németh László: Széchenyi... inas
- Shakespeare: Hamlet... sírásó
- Polgár András: A szembesítés eredménytelen... Orsós Antal
- Gogol: A revizor... tanfelügyelő
- Breal: Tíz kiló arany... Léon
- Molnár Ferenc: Egy, kettő, három... Colleon
- Németh László: Colbert... Jagnus, komornyik
- Shakespeare: Rómeó és Júlia... patikárius
- Shakespeare: Lóvátett lovagok... Nathaniel tiszteletes
- Szerb Antal: Ex... Gervaisis
- Füst Milán: IV. Henrik király... Fülöp
- Molnár Ferenc: A doktor úr... földrajztanár
- Hubay Miklós: Egy szerelem három éjszakája... légiós
- Makszim Gorkij: Nyaralók... Pusztobajka, a nyaraló őre
- Molnár Ferenc: Egy, kettő, három... Colleon
- Tamási Áron: Csalóka szivárvány... Tibád úr
- Szép Ernő: Vőlegény... Fater
- Molière: A mizantróp... Dubois, Alceste inasa
- Móra Ferenc–Kárpáthy Gyula: Aranykoporsó... Benoni, kegyszerárus
- Szomory Dezső: Hermelin... Bruga, szabó
- Gorkij: Éjjeli menedékhely... Kosztiljov, a menedékhely tulajdonosa
- Illés Endre: Törtetők... Altiszt
- Albert Barré–Henry Kerou: Léni néni... Múzeumi őr
- Szlavin: Örvény... patikus
- Friedrich Dürrenmatt: A nagy Romolus... Achilles, komornyik
- Füst Milán: Catullus... Ferox
- Mészöly Dezső: Kaviár és lencse... Alexis, inas
- George Bernard Shaw: Szent Johanna... tiszttartó
- Németh László: Az áruló... George
- Shakespeare: Szentivánéji álom... Ösztövér
- Gáli József: A tűz balladája... favágó
- Kocsonya Mihály házassága... apa
- Bertolt Brecht: Koldusopera... Fűrész Róbert
- Müller Péter: Szemenszedett igazság... Anton Pim, besurranó tolvaj
- Bertolt Brecht: Simone Machard látomásai... Gustave apó
- Georg Büchner: Danton halála... harmadik polgár
- Shakespeare: Ahogy tetszik... Corinnus
- Prosper Mérimée: Az asszony... ördög... Frater Domingo
- Michael Sayers: Kathleen... James MacGonigal
- Shaw: Tanner John házassága... anarchista
- Karel Čapek: A rabló... Sefl
- Tabi László: Esküvő... Albert bácsi
- Erdélyi Lukács: Későn... Szántó Tódor
- Shakespeare: II. Richárd... második kertész
- Musset: Lorenzaccio... ötvös
- Bertolt Brecht: Kaukázusi krétakör
- Kornyejcsuk: Bodzaliget... Krim
- Shaw: Caesar és Cleopatra... perzsa katona
- Brecht: Kurázsi mama... raktáros
- Szolovjov–Vitkovics: Csendháborító... Nijaz
- Kornyejcsuk: Csillagtárna... Filip Szemenenkó
- Jenbach–Lunzer: A diadalmas asszony... Keresnetzky tábornok
- Romasov: Égő híd... vörösgárdista
- Osztrovszkij: Farkasok és bárányok... Pavlin
- Beaumarchais: Figaro házassága, avagy egy bolond nap... Dupla-Marék
- Thornton Wilder: Hosszú út... Homeros
- Mikszáth Kálmán: A körtvélyesi csíny... városi írnok
- Szigligeti Ede: Liliomfi... Adolf
- Szophoklész: Oiduposz király... szolga
- Tabi László: A piros sapkás lány... Mács
- Bertolt Brecht: Puntila... bíró
- Móricz Zsigmond: Rokonok... Sáfár Éliás
- Móricz Zsigmond: Sári bíró... Tügyi koma
- Gergely Márta: Száz nap házasság... Stolfolker
- Molière: Tartuffe... Lojális úr
- Emőd Tamás–Szirmai Albert: Mézeskalács... öreg kondás
- Shakespeare: Tévedések vígjátéka... Angelo
- Molière: Tudós nők... közjegyző
- Sarkadi Imre: Út a tanyákról... Szél
- Nazim Hikmet: Az ünnep első napja... Rusztem
- Vészi Endre: Varjú doktor... Dr. Berliner
- Gyárfás Miklós–Örkény István: Zichy palota... Orbán Vili

## Filmjei

### Játékfilmek
- Liliomfi (1954) – Muzsikus
- Dollárpapa (1956) – Rab
- Láz (1957)
- Szegény gazdagok (1959) – Tanító úr
- Szerelem csütörtök (1959)
- Vörös tinta (1959) – Lányi Albert, énektanár
- Három csillag (1960) – Színész
- Házasságból elégséges (1960) – Dohányárus
- Két emelet boldogság (1960) – Asszisztens
- Rangon alul (1960) – Operaházi bérletes
- Dúvad (1961) – Tsz-tag III.
- Áprilisi riadó (1961)
- Mindenki ártatlan? (1961)
- Az aranyember (1962)
- Angyalok földje (1962) – Béla, lakó
- Asszony a telepen (1962) – Brazovics másik ügynöke
- Isten őszi csillaga (1962) – Kekecs
- A szélhámosnő (1963)
- Germinal (1963)
- Meztelen diplomata (1963)
- Mindennap élünk (1963) – Munkás VI.
- Pacsirta (1963) – Színházi ügyelő
- Párbeszéd (1963) – Pincér a vonaton
- Tücsök (1963)
- Így jöttem (1964) – Hazatérő zsidó I.
- Karambol (1964) – Sebestyén Artúr, zongorista
- Másfél millió (1964) – Kiss
- Már nem olyan időket élünk (1964) – Légoltalmi szakértő
- Négy lány egy udvarban (1964) – Egy kolléga
- Fény a redőny mögött (1965) – Őr
- Nem (1965) – Postás
- Sárkányeresztés (1965, rövid játékfilm)
- Zöldár (1965) – Egyetemi ügyintéző
- Édes és keserű (1966) – Végrehajtó
- Fügefalevél (1966) – Cipész
- Harlekin és szerelmese (1966) – Horgász
- Hideg napok (1966) – Felzörgetett lakó
- Minden kezdet nehéz 1-2. (1966)
- A múmia közbeszól (1967) – Új megbízott
- Harlekin és szerelmese (1967) – Horgász
- Ezek a fiatalok (1967) – Kovásznai, kolléga
- Egy szerelem három éjszakája (1967)
- A beszélő köntös (1968) – Ugi
- A hamis Izabella (1968) – Gál József, fényképész
- Az utolsó kör (1968) – Egyik sofőr
- Fenegyerekek (1968, rövid játékfilm) – A telefonfülkénél leütött férfi
- Hazai pálya (1968) – Csapattag I.
- Imposztorok (1969) – Löwy doktor
- Ismeri a szandi mandit? (1969) – Balesetvédelmis
- Isten hozta, őrnagy úr! (1969) – Lörincke
- A gyilkos a házban van (1970) – Halász Tibor
- Gyula vitéz télen-nyáron (1970) – Kincses
- Hatholdas rózsakert (1970)[4] – A postáskisasszony férje
- Szemtől szembe (1970) – Szőlőgazda
- Hahó, Öcsi! (1971) – Férfi a hordágyon
- Nyulak a ruhatárban (1971) – Dr. Gömöri
- A magyar ugaron (1972) – Tanár
- Fuss, hogy utolérjenek! (1972) – Rezső
- Hekus lettem (1972) – Józsi, piaci árus
- Lányarcok tükörben (1972) – Nyugdíjas tanár
- Nápolyt látni és… (1972) – Rózsa úr
- Utazás Jakabbal (1972) – Tanár
- Volt egyszer egy család (1972) – Kalauz
- Egy srác fehér lovon (1973) – Részeg az utcán
- Kakuk Marci (1973) – Kártyajátékos III.
- Ki van a tojásban? (1973) – Utas a buszon
- A dunai hajós 1-2. (1974)
- Autó (1974)
- Az öreg (1975)
- Tűzgömbök (1975)
- Jó utazást! (1976)
- Sínen vagyunk (1976)
- A csillagszemű 1-2. (1977) – A kincstárnok
- A közös bűn (1977) – Barcza
- A ménesgazda (1978)
- A trombitás (1978) – Parasztember I.
- Tíz év múlva (1978)
- Színes tintákról álmodom (1979) (Halála után mutatják be)

### Tévéfilmek, televíziós sorozatok
- A szaxofon (1961) – Postás
- A hírlapíró és a halál (1963)
- Menazséria (1963)
- Egy pár papucs (1964) – Halovits
- Éjszaka is kézbesítendő (1964) – Bámészkodó
- Példázat 1-3. (1964)
- A svéd gyufa (1965)
- Boldog új évet, Rüdiger úr! (1965)
- Kocsonya Mihály házassága (1965) – Berbencze Péter
- Kristóf, a magánzó (1965) – Szaktárs a piacról
- Rembrandt (1965)
- Az igazságtevő (1966)
- Én, Strasznov Ignác, a szélhámos 1-2. (1966) – Resti tulajdonos
- Igen-nem királykisasszony (1966) – Lakáj
- Kártyások (1966) – Zamuhriskin
- Princ, a katona (1966) – Teherautó sofőr
- Tűvétevők (1966) – Gazda
- Az OP-ART kalap (1967) – Gázszerelő
- Kutyaszerencse (1967)
- Világraszóló lakodalom (1967)
- A kormányzó (1968)
- A ló is ember (1968) – Zsoké
- A szerelem (1968)
- Bors (1968) – Groom
- Holtág (1968)
- Legenda a páncélvonatról (1968)
- Vigyori (1968)
- A 0416-os szökevény (1969) – Paul
- A revizor (1969) – Kereskedő
- Bözsi és a többiek 1-3. – Bandi bácsi munkatársa
- VII. Olivér (1969)
- Víz (1969)
- Miért is mentem hozzád feleségül? (1970)
- Valaki a sötétből (1970)
- A képzelt beteg (1971) – Szippants
- A vasrács (1971)
- Budai Nagy Antal (1971) – Istók
- Egy óra múlva itt vagyok (1971) – Spiller
- Névtelen csillag (1971)
- Régi idők mozija (1971)
- Szerelem a ládában (1971) – Maszopuszt úr
- Villa a Lidón 1-4. (1971) – Ivon, francia rendőrnyomozó
- A megjavult adófelügyelő és más történetek (1972)
- A tűz balladája (1972) – Kapájasincs
- Az ember melegségre vágyik (1972) – Trafikos
- Híres szökések (1972) – Nizli
- Péklegények, költők, huszárok (1972)
- Széplányok sisakban (1972)
- Zenés TV Színház (1972-1976)
  - Bob herceg (1972)
  - A csendháborító (1976) – Nizár, fazekas
  - A szabin nők elrablása (1977) – Borszéky, koros színész
- A fűtő (1973)
- Átmenő forgalom (1973) – Pincér
- Az áruló (1973) – George, inas
- Az öreg bánya titka 1-5. (1973) – Kalauz
- Egy filozopter szerelmei (1973)
- Irgalom 1-3. (1973)
- Keménykalap és krumpliorr 1-4. (1973 [1978 mozifilmként]) – Rátz Dezső
- Aranyborjú (1974)
- Felelet 1-8. (1974)
- Ficzek úr (1974)
- Fürdés (1974)
- Kínai kancsó (1974)
- Bach Arnstadtban (1975) – Weissleder sekrestyés
- Nincs többé férfi (1975) – Elemér
- Tudós nők (1975) – Közjegyző
- A méla Tempefői (1976) – Egyik hajdú
- A Pheidiász-per (1976)
- A sas meg a sasfiók (1976)
- A szerelem bolondjai (1976)
- A tőrbecsalt Blanco Posnet (1976) – Öreg esküdt
- Daruszegi vasárnapok (1976)
- Igen, igen… avagy hogyan lesz valakiből felnőtt (1976)
- Kántor 1-5. (1976) (befejező részben)
- Le a cipővel! 1-2. (1976) – Pólika Pál
- Megtörtént bűnügyek 4-5. (1976) – Tatár
- Robog az úthenger 1-6. (1976) – Ambrus bácsi
- Bovári úr (1977)
- Csutak a mikrofon előtt (1977) – Rádiós ügyelő
- Illetlenek (1977) – Bakter
- Mákszem Matyi (1977) – Nyeszlett úr
- Második otthonunk 2-4. (1977-1978)
- Napforduló (1977)[5]
- Szemetes-trilógia (1977) – Konrád, az utcaseprő
- A király meztelen (1978) – Komornyik
- A leváltott és a kinevezett (1978) – Portás
- Amerikai komédia (1978) – Szerelő
- Co mi zrobisz, jak mnie zlapiesz – Magyar polgár
- Családi kör (1978)
- Ebéd (1978)
- Histoire du chevalier Des Grieux et de Manon Lescaut (1978) – A házaló
- Hullámzó vőlegény (1978) – Kovács
- Lear király (1978)
- Mednyánszky (1978) – A Honmentő Egylet tagja
- Vakáció a halott utcában (1978) – Építésvezető
- A kisfiú meg az oroszlánok (1979) – Baltazár
- A világ közepe (1979) – Gyevi bíró
- Fogfájás (1979)
- Használt koporsó (1979) – Sekrestyés
- Ingyenélők (1979) – Tulipán
- Ítélet nélkül (1979) – Klein Frigyes
- Karcsi kalandjai (1979)
- Rab ember fiai (1979) – Vadász
- Saroküzlet (1979)

### Rajz- és bábfilmek
- Egy világhírű vadász emlékiratai (1968-1970) – Zebra #1 (hang)
- A Mézga család különös kalandjai 2-13. (1969) – További szereplők (hang)
- Mézga Aladár különös kalandjai (1972) – További szereplők (hang)
- Kérem a következőt! I-II. (1973-1974) – Teknőc Ernő, a küldönc (hang)
- A legkisebb ugrifüles (1975-1976) – Teknős (hang)
- Lúdas Matyi (1976) – Nagyorrú öregember (hang)
- Süsü, a sárkány (1976) – Hadvezér; Papagáj (hang)
- Vakáción a Mézga család (1978) – Púpos Bill / Francia rendőrtábornok (hang)

## Szinkronszerepei

### Filmek

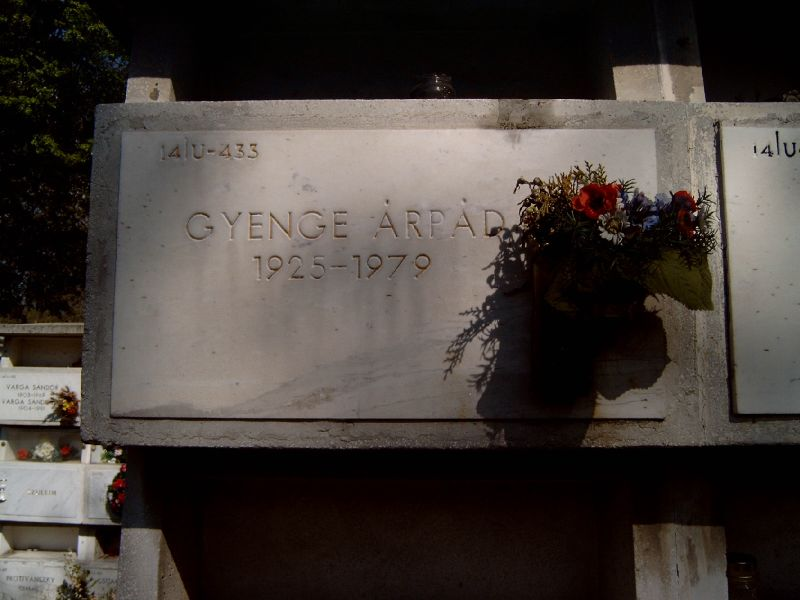
Gyenge Árpád hamvai a budapesti Új köztemetőben

| Év   | Cím                                                                 | Szereplő                             | Színész              | Szinkron év |
| ---- | ------------------------------------------------------------------- | ------------------------------------ | -------------------- | ----------- |
| ?    | A kapitóliumi Vénusz története                                      | Júlia apja                           | Fred Delmare         | 1968        |
| 1931 | Marius (1. magyar szinkron)                                         | Piquoiseau                           | Alexandre Mihalesco  | 1974        |
| 1933 | Alice Csodaországban                                                | N/A                                  | N/A                  | 1976        |
| 1935 | Eladó kísértet                                                      | Mackaye                              | Quentin McPhearson   | 1979        |
| 1939 | A játékszabály (1. magyar szinkron)                                 | Mókusszakértő férfi                  | N/A                  | 1971        |
| 1939 | Hatosfogat                                                          | Samuel Peacock                       | Donald Meek          | 1979        |
| 1939 | Óz, a csodák csodája (2. magyar szinkron)                           | Henry bácsi                          | Charley Grapewin     | 1976        |
| 1941 | Modern Pimpernel                                                    | Steinhof                             | Charles Paton        | 1979        |
| 1941 | Új ritmus                                                           | N/A                                  | N/A                  | 1976        |
| 1942 | Casablanca                                                          | N/A                                  | N/A                  | 1966        |
| 1943 | Örök visszatérés                                                    | N/A                                  | N/A                  | 1976        |
| 1944 | Arzén és levendula                                                  | N/A                                  | N/A                  | 1970        |
| 1944 | Gázláng                                                             | Huddleston tábornok                  | Edmund Breon         | 1978        |
| 1945 | Kék rapszódia                                                       | Mr. Kast                             | Charles Halton       | 1972        |
| 1945 | Kék rapszódia                                                       | N/A                                  | N/A                  | 1972        |
| 1945 | Róma, nyílt város                                                   | Antonio                              | N/A                  | 1973        |
| 1946 | A kővirág (1. magyar szinkron)                                      | N/A                                  | N/A                  | 1977        |
| 1946 | Az óra körbejár (1. magyar szinkron)                                | Mr. Peabody                          | Pietro Sosso         | 1965        |
| 1946 | Gilda                                                               | Maurice Obregon nyomozó              | Joseph Calleia       | 1964        |
| 1947 | Bumeráng                                                            | Eugene Cary                          | Lester Lonergan      | 1978        |
| 1947 | Hallgatni arany                                                     | Színpadi munkás #1                   | N/A                  | 1979        |
| 1948 | A szélhámos halála                                                  | N/A                                  | N/A                  | 1964        |
| 1948 | Mexikói kalandos út                                                 | N/A                                  | N/A                  | 1976        |
| 1948 | Nincs irgalom                                                       | N/A                                  | N/A                  | 1974        |
| 1949 | A bátor Bonifác                                                     | Szállásadó                           | Marcel Loche         | 1974        |
| 1949 | Öt piros tulipán                                                    | N/A                                  | N/A                  | 1976        |
| 1950 | A varieté fényei                                                    | N/A                                  | N/A                  | 1964        |
| 1950 | Az ördög szépsége                                                   | Kocsmáros #2                         | N/A                  | 1972        |
| 1950 | Bátor emberek (2. magyar szinkron)                                  | N/A                                  | N/A                  | 1965        |
| 1950 | Viszontlátásra a kiállításon                                        | N/A                                  | N/A                  | 1968        |
| 1951 | Haláldűlő                                                           | N/A                                  | N/A                  | 1974        |
| 1952 | A Kilimandzsáró hava                                                | Pincér                               | Julian Rivero        | 1971        |
| 1952 | Élni                                                                | N/A                                  | N/A                  | 1976        |
| 1953 | Kenyér, szerelem, fantázia (első-két magyar szinkron)               | Távcsöves férfi                      | Fausto Guerzoni      | 1965        |
| 1953 | Kenyér, szerelem, fantázia (első-két magyar szinkron)               | Távcsöves férfi                      | Fausto Guerzoni      | 1978        |
| 1953 | Kopogd le a fán!                                                    | Angol pincér                         | Alec Harford         | 1973        |
| 1954 | A rakparton                                                         | Pop’ Doyle                           | John F. Hamilton     | 1979        |
| 1954 | A Ricordi-ház                                                       | N/A                                  | N/A                  | 1967        |
| 1955 | A 420-as urak                                                       | N/A                                  | N/A                  | 1976        |
| 1955 | Betörő az albérlőm (1. magyar szinkron)                             | N/A                                  | N/A                  | 1965        |
| 1956 | 80 nap alatt a Föld körül (1. magyar szinkron)                      | Kalauz a vonaton                     | Buster Keaton        | 1972        |
| 1956 | Moby Dick (1. magyar szinkron)                                      | Flask                                | Seamus Kelly         | 1971        |
| 1956 | Nagy Sándor, a hódító (1. magyar szinkron)                          | N/A                                  | N/A                  | 1978        |
| 1956 | Svejk, a derék katona                                               | N/A                                  | N/A                  | 1957        |
| 1957 | A vád tanúja (1. magyar szinkron)                                   | Fényképész                           | N/A                  | 1961        |
| 1957 | Éljen a vakáció!                                                    | N/A                                  | N/A                  | 1963        |
| 1958 | A játékos (1. magyar szinkron)                                      | N/A                                  | N/A                  | 1968        |
| 1959 | A köpeny                                                            | Akakij Akakijevics                   | Rolan Bikov          | 1966        |
| 1959 | A púpos (1. magyar szinkron)                                        | N/A                                  | N/A                  | 1970        |
| 1959 | Ballada a katonáról                                                 | N/A                                  | N/A                  | 1960        |
| 1960 | A nagy akció                                                        | N/A                                  | N/A                  | 1964        |
| 1960 | Aki szelet vet (2. magyar szinkron)                                 | Bibliaárus                           | Will Wright          | 1973        |
| 1960 | Máter Johanna                                                       | Brym atya                            | Kazimierz Fabisiak   | 1979        |
| 1960 | Urak szövetsége                                                     | N/A                                  | N/A                  | 1967        |
| 1961 | Kettős ágy                                                          | N/A                                  | N/A                  | 1964        |
| 1961 | Kutyaházban                                                         | N/A                                  | N/A                  | 1967        |
| 1961 | Martin a felhőkben                                                  | N/A                                  | N/A                  | 1968        |
| 1961 | Találkozás az ördöggel                                              | Gaston                               | Marcel Dalio         | 1979        |
| 1961 | Vadállatok a fedélzeten (magyar szinkron)                           | N/A                                  | N/A                  | 1976        |
| 1962 | A maffia parancsára (első-két magyar szinkron)                      | Antonio apja                         | N/A                  | 1964        |
| 1962 | A maffia parancsára (első-két magyar szinkron)                      | Antonio apja                         | N/A                  | 1978        |
| 1962 | A prágai tréfacsináló                                               | Kapitány                             | František Filipovský | 1963        |
| 1962 | A rendőrfelügyelő (első-két magyar szinkron)                        | Sorompóőr                            | N/A                  | 1963        |
| 1962 | A rendőrfelügyelő (első-két magyar szinkron)                        | Polidori tizedes                     | Andrea De Pino       | 1978        |
| 1962 | A törvény balkeze (1. magyar szinkron)                              | King edző                            | Davy Kaye            | 1964        |
| 1962 | A verebek nem énekelnek                                             | N/A                                  | N/A                  | 1968        |
| 1962 | A vesztes nyer                                                      | N/A                                  | N/A                  | 1965        |
| 1962 | Az Ezüst-tó kincse (1. magyar szinkron)                             | Nagy Medve                           | N/A                  | 1977        |
| 1962 | Előzés                                                              | N/A                                  | N/A                  | 1963        |
| 1962 | Majom a télben                                                      | N/A                                  | N/A                  | 1979        |
| 1962 | Párbaj a szigeten                                                   | N/A                                  | N/A                  | 1977        |
| 1963 | Álomjáték                                                           | N/A                                  | N/A                  | 1968        |
| 1963 | Irma, te édes (1. magyar szinkron)                                  | N/A                                  | N/A                  | 1973        |
| 1964 | Bolondos história (1. magyar szinkron)                              | Varga                                | Karel Effa           | 1965        |
| 1964 | Folytassa, Kleo! (1. magyar szinkron)                               | Seneca                               | Charles Hawtrey      | 1965        |
| 1965 | Az ’I’ akció                                                        | Férfi a munkaközvetítőnél            | N/A                  | 1966        |
| 1965 | Az inkák kincse                                                     | Don Parmesan                         | Chris Howland        | 1970        |
| 1965 | Cicababák (2. magyar szinkron)                                      | Battiferri, az ócskás                | N/A                  | 1976        |
| 1965 | Póruljárt jómadarak                                                 | N/A                                  | N/A                  | 1967        |
| 1965 | Vidám hétvége                                                       | N/A                                  | N/A                  | 1967        |
| 1966 | A jégkirálynő (1. magyar szinkron)                                  | Házimanó                             | Andrej Kosztricskin  | 1967        |
| 1966 | Az aszfalt                                                          | N/A                                  | Manuel Aguado        | 1969        |
| 1966 | Egymillió karátos ötlet, avagy a Róka nyomában (1. magyar szinkron) | Második bíró                         | Carlo Pisacane       | 1978        |
| 1966 | Madarak és ragadozómadarak                                          | N/A                                  | N/A                  | 1977        |
| 1966 | Maigret legnagyobb esete                                            | N/A                                  | N/A                  | 1969        |
| 1966 | Párbaj alkonyatkor                                                  | ?                                    | ?                    | 1978        |
| 1966 | Rita, a szúnyog                                                     | N/A                                  | N/A                  | 1969        |
| 1966 | Sógorom, a zugügyvéd (2. magyar szinkron)                           | Dr. Krugman                          | Harry Davis          | 1976        |
| 1966 | Százszorszépek                                                      | N/A                                  | N/A                  | 1978        |
| 1967 | A nő hétszer                                                        | Idős ember                           | Georges Adet         | 1977        |
| 1967 | Dorellik jön!                                                       | Férfi a rendőrségen                  | N/A                  | 1968        |
| 1967 | Megfagyott villámok                                                 | N/A                                  | N/A                  | 1968        |
| 1967 | Mezítláb a parkban (2. magyar szinkron)                             | N/A                                  | N/A                  | 1976        |
| 1968 | A 24-25-ös nem tér vissza                                           | N/A                                  | N/A                  | 1969        |
| 1968 | A nagyon szomorú királylány (1. magyar szinkron)                    | N/A                                  | N/A                  | 1974        |
| 1968 | Galileo Galilei                                                     | N/A                                  | N/A                  | 1969        |
| 1968 | Heroin                                                              | N/A                                  | N/A                  | 1968        |
| 1968 | Jöttem, láttam, lőttem (1. magyar szinkron)                         | Carey                                | Antonio Vico         | 1977        |
| 1968 | Minden eladó                                                        | N/A                                  | N/A                  | 1969        |
| 1968 | Ölj meg, csak csókolj!                                              | Cerioni, a télapó                    | N/A                  | 1969        |
| 1968 | Pajzs és kard                                                       | Bruno                                | Vlagyimir Baszov     | 1968        |
| 1969 | A kaktusz virága                                                    | Lemezbolt igazgatója                 | Irwin Charone        | 1971        |
| 1969 | A karbonárik (1. magyar szinkron)                                   | N/A                                  | N/A                  | 1971        |
| 1969 | Fehér farkasok                                                      | Zongorista                           | N/A                  | 1969        |
| 1969 | Grisa őrmester                                                      | N/A                                  | N/A                  | 1970        |
| 1969 | Kes                                                                 | N/A                                  | N/A                  | 1971        |
| 1969 | Özvegy aranyban                                                     | Az öreg                              | Sim                  | 1971        |
| 1970 | A betyárkapitány                                                    | N/A                                  | N/A                  | 1971        |
| 1970 | Ismét átugrom a pocsolyákat                                         | N/A                                  | N/A                  | 1972        |
| 1970 | Kelepce                                                             | N/A                                  | N/A                  | 1971        |
| 1970 | Kis nagy ember (1. magyar szinkron)                                 | Pultos                               | N/A                  | 1973        |
| 1970 | Menekülés                                                           | N/A                                  | N/A                  | 1972        |
| 1970 | Sztrogoff Mihály                                                    | N/A                                  | N/A                  | 1972        |
| 1970 | Veszélyes riport                                                    | N/A                                  | N/A                  | 1975        |
| 1970 | Viharos nyárutó                                                     | N/A                                  | N/A                  | 1974        |
| 1971 | A mellény                                                           | Zsidó boltos                         | Tadeusz Kondrat      | 1974        |
| 1971 | A munkásosztály a Paradicsomba megy                                 | N/A                                  | N/A                  | 1973        |
| 1971 | Kezed melegével                                                     | N/A                                  | N/A                  | 1972        |
| 1971 | Vujic tanár úr kalapja                                              | Djura Kozarac iskolaigazgató         | Mihajlo Viktorović   | 1975        |
| 1972 | A fekete farkasok üvöltése                                          | Stumpey                              | Hans Terofal         | 1975        |
| 1972 | A mi erdőnk alján                                                   | N/A                                  | N/A                  | 1978        |
| 1972 | A tábornok állva alszik                                             | Katona az autóban                    | N/A                  | 1974        |
| 1972 | A teremtés koronája                                                 | N/A                                  | N/A                  | 1974        |
| 1972 | Az ötös számú vágóhíd (1. magyar szinkron)                          | N/A                                  | N/A                  | 1979        |
| 1972 | Balszerencsés Alfréd (1. magyar szinkron)                           | Zöldséges                            | N/A                  | 1974        |
| 1972 | Hatan hetedhét országon át (1. magyar szinkron)                     | N/A                                  | N/A                  | 1973        |
| 1972 | Híres szökések – 13. rész: Bajor Jakobea                            | Jean de Brabant                      | Jules-Henri Marchant | 1973        |
| 1972 | Tizenkét hónap (1. magyar szinkron)                                 | N/A                                  | N/A                  | 1975        |
| 1973 | A nagy érzelmektől jókat lehet zabálni                              | A férfi, aki betöri a kirakat üvegét | Pierre Lecomte       | 1974        |
| 1973 | A villamos                                                          | N/A                                  | N/A                  | 1977        |
| 1973 | Legenda az ezüstfenyőről                                            | Lojzek Hojger                        | Július Vasek         | 1975        |
| 1973 | Piedone 1.: Piedone, a zsaru (1. magyar szinkron)                   | Gennarino                            | Enzo Maggio          | 1978        |
| 1973 | Smog-riadó                                                          | Rykalla nagypapa                     | Heinz Schacht        | 1978        |
| 1974 | Joachim, dobd a gépbe! (1. magyar szinkron)                         | N/A                                  | N/A                  | 1976        |
| 1974 | Kínai negyed                                                        | Loach nyomozó                        | Richard Bakalyan     | 1979        |
| 1974 | Olcsó regény                                                        | N/A                                  | N/A                  | 1976        |
| 1974 | Piedone 2.: Piedone Hongkongban (1. magyar szinkron)                | Gennarino                            | Enzo Maggio          | 1977        |
| 1974 | Protekció nélkül                                                    | Alexandru, Filip apja                | Vasile Nitulescu     | 1977        |
| 1974 | Tavasz van, őrmester úr!                                            | Wyderko                              | Tadeusz Fijewski     | 1976        |
| 1974 | XIV. Erik                                                           | Nils Gyllenstjerna                   | Jan Nygren           | 1977        |
| 1975 | Az ígéret földje (1. magyar szinkron)                               | Halpern                              | Włodzimierz Boruński | 1976        |
| 1975 | Az özvegyember                                                      | N/A                                  | N/A                  | 1978        |
| 1975 | Egyetlenem                                                          | N/A                                  | N/A                  | 1977        |
| 1975 | Felkelők álruhában                                                  | N/A                                  | N/A                  | 1977        |
| 1975 | Gyémánt-akció                                                       | N/A                                  | N/A                  | 1977        |
| 1975 | Így kezdődik a szerelem                                             | Krticka                              | Vlastimil Brodský    | 1977        |
| 1975 | Illünk egymáshoz, drágám?                                           | Kibernetikus                         | František Filipovský | 1976        |
| 1975 | Musztáng                                                            | Nyomkereső Tom                       | Alekszej Csernov     | 1978        |
| 1975 | Tisztes honpolgárok                                                 | Férfi a kávézóban                    | N/A                  | 1976        |
| 1976 | Akiket a forró szenvedély hevít                                     | Vasutas                              | N/A                  | 1978        |
| 1976 | Csúfak és gonoszak                                                  | Nagymama                             | Giovanni Rovini      | 1978        |
| 1976 | Fiacskám, én készültem! (1. magyar szinkron)                        | Hrbolek irodalom professzor          | František Kovářík    | 1978        |
| 1976 | Péter cár és a szerecsen                                            | N/A                                  | N/A                  | 1978        |
| 1976 | Üldözés                                                             | N/A                                  | N/A                  | 1979        |
| 1977 | A mestertolvaj                                                      | Az apa                               | Johannes Wieke       | 1979        |
| 1977 | A milliomos                                                         | Grock                                | N/A                  | 1978        |
| 1977 | Futárszolgálat                                                      | Ügyintéző                            | Borisz Szaburov      | 1979        |
| 1977 | Gulliver utazásai (1. magyar szinkron)                              | N/A                                  | N/A                  | 1977        |
| 1978 | A hatos számú kórterem                                              | N/A                                  | N/A                  | 1979        |

### Sorozatok
| Év        | Cím                                | Szereplő                           | Színész              | Szinkron év |
| --------- | ---------------------------------- | ---------------------------------- | -------------------- | ----------- |
| 1960      | Tom Sawyer kalandjai               | N/A                                | N/A                  | 1970        |
| 1963      | Parittyás Thierry I.               | A kísértet                         | Serge Rousseau       | 1971        |
| 1967      | A Forsyte Saga                     | Roger Forsyte                      | A. J. Brown          | 1970        |
| 1967      | A Forsyte Saga                     | Lord Fontenoy                      | Ian Fleming          | 1970        |
| 1968-1970 | A négy páncélos és a kutya II-III. | A lisztet szállító hajó kormányosa | N/A                  | 1971        |
| 1971      | Porlepte históriák                 | N/A                                | N/A                  | 1975        |
| 1972      | Híres szökések                     | Brabanti János                     | Jules-Henri Marchant | 1973        |
| 1972      | Parasztok                          | Bylica                             | Stanisław Milski     | 1974        |
| 1973      | Vivát, Benyovszky!                 | Salamon                            | Stefan Figura        | 1975        |
| 1977      | Wuthenow kapitány 1-6.             | N/A                                | N/A                  | 1978        |

### Rajzfilmek
| Év   | Cím                                              | Szereplő                                           | Szinkronhang  | Szinkron év |
| ---- | ------------------------------------------------ | -------------------------------------------------- | ------------- | ----------- |
| 1966 | Frédi, a csempész-rendész (1. magyar szinkron)   | Sebész a szemüveges sebész mellettSebész a fúróval | N/A           | 1978        |
| 1974 | Aladdin és a csodalámpa (bábjáték)               | N/A                                                | N/A           | 1978        |
| 1975 | Hugó, a víziló                                   | Tudós                                              | N/A           | 1975        |
| 1976 | Csizmás Kandúr a világ körül                     | Étterem igazgatója                                 | Jamada Keaton | 1977        |
| 1977 | Lolka és Bolka a Föld körül (1. magyar szinkron) | Hajóorvos                                          | N/A           | 1978        |

### Rajzfilmsorozatok
| Év        | Cím                                       | Szereplő          | Szinkronhang | Szinkron év |
| --------- | ----------------------------------------- | ----------------- | ------------ | ----------- |
| 1958-1960 | Foxi Maxi show I-III.                     | További szereplők | N/A          | 1963-1965   |
| 1961-1963 | Frédi és Béni II-IV. (1. magyar szinkron) | További szereplők | N/A          | 1969-1977   |
| 1963-1965 | Ken, a farkasfiú                          | N/A               | N/A          | 1976        |